# Świadkowie Jehowy we Francji
Świadkowie Jehowy we Francji – społeczność wyznaniowa we Francji, należąca do ogólnoświatowej wspólnoty Świadków Jehowy, licząca w 2023 roku 138 133 głosicieli, należących do 1461 zborów. W 2023 roku na dorocznej uroczystości Wieczerzy Pańskiej zebrało się 230 018 osób.
Działalność miejscowych głosicieli koordynuje Biuro Oddziału w Louviers. Od 1993 roku Świadkowie Jehowy we Francji korzystają z 6 Sal Zgromadzeń. Jedna z 27 wspólnot Świadków Jehowy na świecie, których liczebność przekracza 100 000 głosicieli.
Od 2011 roku francuskie Biuro Oddziału sprawuje nadzór nad działalnością ewangelizacyjną prowadzoną na terenie 13 krajów, wobec czego obejmuje swoim zasięgiem około 162 tysiące głosicieli, w 2016 roku należących do 2048 zborów zgromadzających się w 985 Salach Królestwa (w tym 950 we Francji (2023)).

## Historia

### Początki
W 1891 roku Charles Taze Russell odwiedził Paryż i Strasburg. W tym samym roku rozpoczęto tłumaczenie na język francuski publikacji biblijnych. Działalność kaznodziejską we Francji rozpoczął szwajcarski współwyznawca – Adolf Weber, który w latach 90. XIX wieku pracował jako ogrodnik C.T. Russella. Po powrocie do Europy wędrował pieszo m.in. przez Francję, głosząc nauki biblijne. Zamieszczał również ogłoszenia prasowe o prowadzonej działalności.

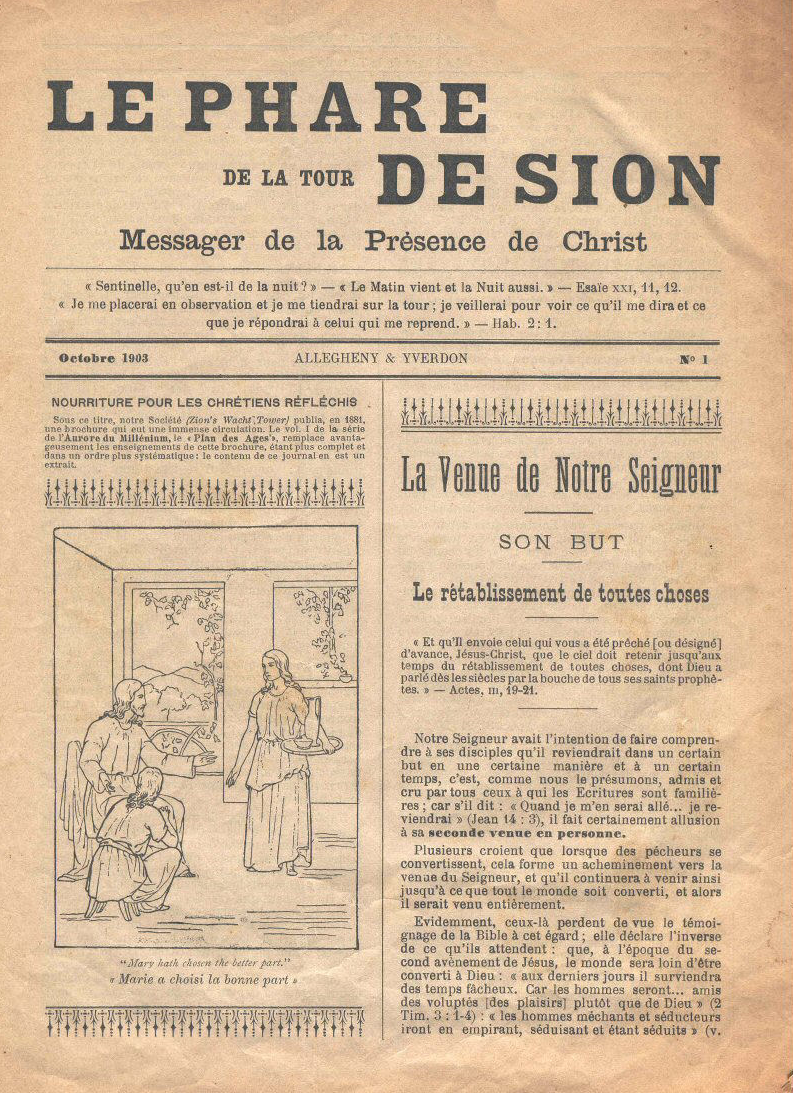
Pierwszy numer „Strażnicy Syjońskiej” w języku francuskim, listopad 1903

Pierwszym, który odpowiedział na to ogłoszenie był w roku 1900 – Elie Thérond z Beauvène, a potem inni na północy Francji. W 1902 roku zorganizowano pierwsze grupy Badaczy Pisma Świętego. Rok później Francję ponownie odwiedził C.T. Russell. W 1904 roku A. Weber odwiedził rodzinę Thilmant w miejscowości Jumet w Belgii i zachęcił ich do działalności kaznodziejskiej w północnej Francji. W sierpniu tego samego roku udali się pociągiem do miasta Denain, dzięki czemu w regionie Nord-Pas-de-Calais, Badacze Pisma Świętego gorliwie głosili od roku 1904.
W listopadzie 1903 roku podjęto decyzję o wydawaniu „Strażnicy Syjońskiej” w języku francuskim. Pierwszy numer było to wydanie kwartalne o objętości ośmiu stron. Od stycznia 1904 roku „Strażnica Syjońska” ukazywała się co miesiąc. W latach 1903–1909 czasopismo nosiło nazwę „Le Phare de la Tour de Sion”, od czerwca 1909 roku zmieniono tytuł na „Tour de Garde et Messager de la Présence de Christ”. W roku 1905 w Beauvène, w domu Elie Théronda, utworzono skład literatury biblijnej.
W roku 1906 Adolf Weber złożył wizytę grupie z Denain i pomógł im w prawnej rejestracji zboru. Drugi zbór powstał w pobliskim Sin-le-Noble. W listopadzie 1906 roku zarejestrowano pierwsze lokalne stowarzyszenie Badaczy Pisma Świętego we Francji, co potwierdza wpis w Dzienniku Urzędowym Republiki Francuskiej. W tamtym czasie działalność głoszenia rozprzestrzeniała się w stronę południowego zachodu kraju, a także do Alzacji i Lotaryngii. Od grudnia 1908 roku do lutego 1909 roku A. Weber odwiedził jako pielgrzym zbory i pojedynczych współwyznawców z 20 departamentów, udając się do miast: Besançon, Grenoble, Valence, Bordeaux, Nantes, Rennes, Angers, Paryża i Nancy. W grudniu roku 1909 i w styczniu roku 1910 trzech pielgrzymów: A. Meyer, S. Sequier i A. Weber odwiedziło 34 miasta, w których przeprowadzili zebrania publiczne, a w Roubaix powstał zbór. 4 i 5 grudnia tego samego roku zgromadzenie odbyło się w Lens.

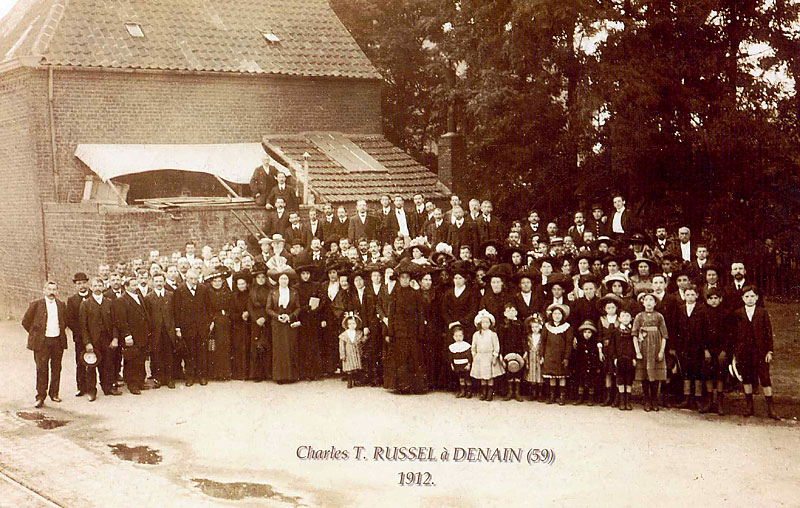
Konwencja Badaczy Pisma Świętego z udziałem C.T. Russella, Denain (Francja), 1912

Charles T. Russell przebywał we Francji również w roku 1909 i 1911. 14 kwietnia 1911 roku przemawiał do ponad 100 osób zgromadzonych w Denain. Na drugi dzień do 70 osób w Lens – przemówienia wygłaszali również Szwajcarzy Adolf Weber i Alexandre F.L. Freytag. W latach 1912 i 1913 C.T. Russell przemawiał w różnych częściach kraju, również w Paryżu. W 1913 w stolicy przemawiał Joseph Franklin Rutherford.
W trakcie działań wojennych I wojny światowej niektórzy musieli opuścić swoje domy. Mieszkający w Denain Joseph Lefèvre przeniósł się do Paryża, gdzie przewodził jedynemu zborowi w mieście liczącemu 45 osób. Théophile Lequime, także pochodzący z Denain, tłumaczył artykuły ze „Strażnicy” w miejscowości Auchel i rozsyłał je do nieokupowanych regionów Francji. Gdy jego działalność wzbudziła podejrzenia władz wojskowych, również udał się do stolicy.
27 sierpnia 1919 roku prawnie zarejestrowano Międzynarodowe Stowarzyszenie Badaczy Pisma Świętego we Francji z siedzibą w Paryżu, gdzie w tym samym roku utworzono też niewielkie biuro. W 1920 roku w Paryżu ponownie przemawiał J.F. Rutherford. Około 300 słuchaczy poprosiło o dodatkowe informacje. W tym samym roku zaczęto wyświetlać Fotodramę stworzenia oraz zorganizowano też kongres międzynarodowy. Po I wojnie światowej Badaczami Pisma Świętego zostało wielu Polaków, którzy byli górnikami we francuskich kopalniach węgla. Wkrótce przewyższali oni liczebnie francuskich głosicieli.
W roku 1930 w Paryżu otworzono pierwsze oficjalne Biuro Oddziału we Francji, a jego ośmioro pracowników w następnym roku zakwaterowano w Domu Betel w Enghien-les-Bains na północ od stolicy. W roku 1931 do Enghien-les-Bains przeniesiono siedzibę Biura oddziału. W dniach od 23 do 26 maja 1931 roku w sali koncertowej Salle Pleyel w Paryżu zorganizowano pierwsze zgromadzenie we Francji. Przemówienia Josepha Rutherforda, których wysłuchało blisko 3 tysiące osób z 23 krajów, były tłumaczone z języka angielskiego na francuski, niemiecki i polski. Rutherford zachęcił słuchaczy, zwłaszcza w młodym wieku, do podjęcia działalności we Francji w charakterze kolporterów. Dzięki czemu liczba kolporterów wzrosła z 27 w roku 1930 do 104 w roku 1931. Większość z nich nie znała języka francuskiego, więc posługiwali się kartami świadectwa. W tym czasie liczba głosicieli we Francji nie przekraczała 700 osób.
W latach 30. XX wieku korzystano ze stołecznego radia VITUS, w którym nadawano audycje religijne. W tamtej dekadzie niemiecki współwyznawca – Willy Unglaube prowadził działalność we Francji. Rozpoczęto wyświetlanie filmu Dramat stworzenia. We wrześniu 1933 roku na targach książki publikacje Świadków Jehowy otrzymały złoty medal. W roku 1935 władze francuskie zarządziły deportację obcokrajowców i w rezultacie 280 osób z tego grona musiało wrócić do Polski. W 1937 roku w działalności kaznodziejskiej posługiwano się pierwszym samochodem z megafonem. Od 21 do 23 sierpnia 1937 roku w Paryżu po raz drugi odbył się kongres międzynarodowy. Wzięło w nim udział przeszło 4500 osób.
W 1939 roku liczba głosicieli osiągnęła 1004 osoby uczestniczące w działalności kaznodziejskiej. W październiku tego roku wprowadzono zakaz działalności Świadków Jehowy. 18 października 1939 rząd nakazał zajęcie biura Towarzystwa Strażnica oraz konfiskatę literatury biblijnej. W czasie II wojny światowej wielu francuskich Świadków Jehowy zostało osadzonych w więzieniach lub uwięzionych w obozach koncentracyjnych. W latach 1942–1944 organizowano nieoficjalne zgromadzenia.

### Rozwój działalności

#### Lata 40.
W 1940 roku we Francji działalność kaznodziejską prowadziło 400 głosicieli, w roku 1944 – 1100, a w roku 1945 – 1700. W tym czasie kraj odwiedzili przedstawiciele Towarzystwa Strażnica, Nathan Homer Knorr i Milton George Henschel. W roku 1945 władze Strasburga nazwały ulicę imieniem Antoine Freyermuth (Rue Antoine Freyermuth), Świadka Jehowy straconego 10 września 1943 roku w Plötzensee. W 1946 roku w całym kraju działało 2000 głosicieli.
1 września 1947 roku władze zniosły zakaz działalności, a 16 września zarejestrowały działalność Świadków Jehowy na terenie całego kraju jako Association Les Témoins de Jéhovah. Ponieważ jednak „Strażnica” była we Francji zakazana, wydawano miesięcznik w formie 64-stronicowej broszury pt. „Biuletyn Świadków Jehowy”, która zawierała artykuły do studiowania w zborach w danym miesiącu. W roku 1975, po 22 latach, został we Francji uchylony zakaz rozpowszechniania „Strażnicy”. W roku 1947 we Francji działało 2380 głosicieli w 104 zborach. W tym samym roku w kongresach pod hasłem „Rozrost wszystkich narodów” w Lyonie, Strasburgu, Paryżu i Douai uczestniczyło w sumie 6500 osób, w tym Grant Suiter, Hayden C. Covington, Nathan Homer Knorr i Milton George Henschel. W 1947 roku na nowo otwarto Biuro Oddziału w Paryżu przy ulicy Villa Guibert, pracowało w nim 8 osób.

#### Lata 50.
W roku 1952 rozpoczęto regularną działalność na Korsyce (w roku 1967 działały tam dwa zbory, a w 2016 – 13).
W roku 1959 Biuro Oddziału przeniesiono do Boulogne-Billancourt, na zachodnich peryferiach Paryża.
W roku 1951 zorganizowano zgromadzenie międzynarodowe pod hasłem „Czyste wielbienie” z udziałem 10 456 delegatów z 28 krajów. Kolejny kongres międzynarodowy odbył się w roku 1955 („Tryumfujące Królestwo”).

#### Lata 60.
W roku 1961 zorganizowano kongres międzynarodowy pod hasłem „Zjednoczeni wielbiciele”), a w roku 1969 pod hasłem „Pokój na ziemi”.
W latach 60. we Francji organizowano kongresy dla hiszpańskich i portugalskich współwyznawców, którzy z powodu zakazu działalności i prześladowań w swoich krajach, nie mogli ich organizować. W latach 1960–1967 liczba głosicieli wzrosła z 15 439 do 26 250. Pod koniec lat 60. rozpoczęto działalność we francuskim języku migowym. Pierwszy zbór w tym języku powstał na początku lat 70. na paryskich przedmieściach Vincennes.
Chrześcijańskie Pisma Greckie w Przekładzie Nowego Świata (Nowy Testament) zostały wydane w języku francuskim w roku 1963, zaś cała Biblia w tym przekładzie – w 1974 roku. W roku 1995 opublikowano zrewidowaną wersję Przekładu Nowego Świata. 20 lipca 2018 roku ukazała się kolejna wersja zrewidowana oparta na angielskiej edycji z 2013 roku.

#### Lata 70.
9 czerwca 1973 roku Biuro Oddziału, drukarnię i ekspedycje literatury przeniesiono do Louviers. W roku 1976 koordynatorem Komitetu Oddziału został Jean-Marie Bockaert (ur. 1930). Usługiwał w tym charakterze przez 37 lat. W latach 70. zorganizowano kolejne kongresy międzynarodowe: 1971 („Imię Boże”), 1973 („Boskie zwycięstwo”) i 1978 („Zwycięska wiara”).

#### Lata 80.
W latach 80. XX wieku nastąpił 50% wzrost liczby głosicieli. W roku 1987 powstała w stolicy pierwsza arabskojęzyczna grupa Świadków Jehowy, a w połowie drugiego dziesięciolecia XXI wieku we Francji działały zbory i grupy obcojęzyczne używające około 25 języków (w tym języka polskiego). W latach 80. XX wieku wzrosła też liczba obecnych na kongresach z 89 073 w 1979 roku („Żywa nadzieja”) do 156 751 w 1989 roku („Prawdziwa pobożność”). W sierpniu 1984 roku w centrum Paryża młody Świadek Jehowy zabrał sprzed Sali Królestwa walizkę zawierającą bombę. Zbiegł z nią kilka pięter i wrzucił do fontanny, w której w chwilę później eksplodowała. Ocaliło to życie kilkudziesięciu osób.

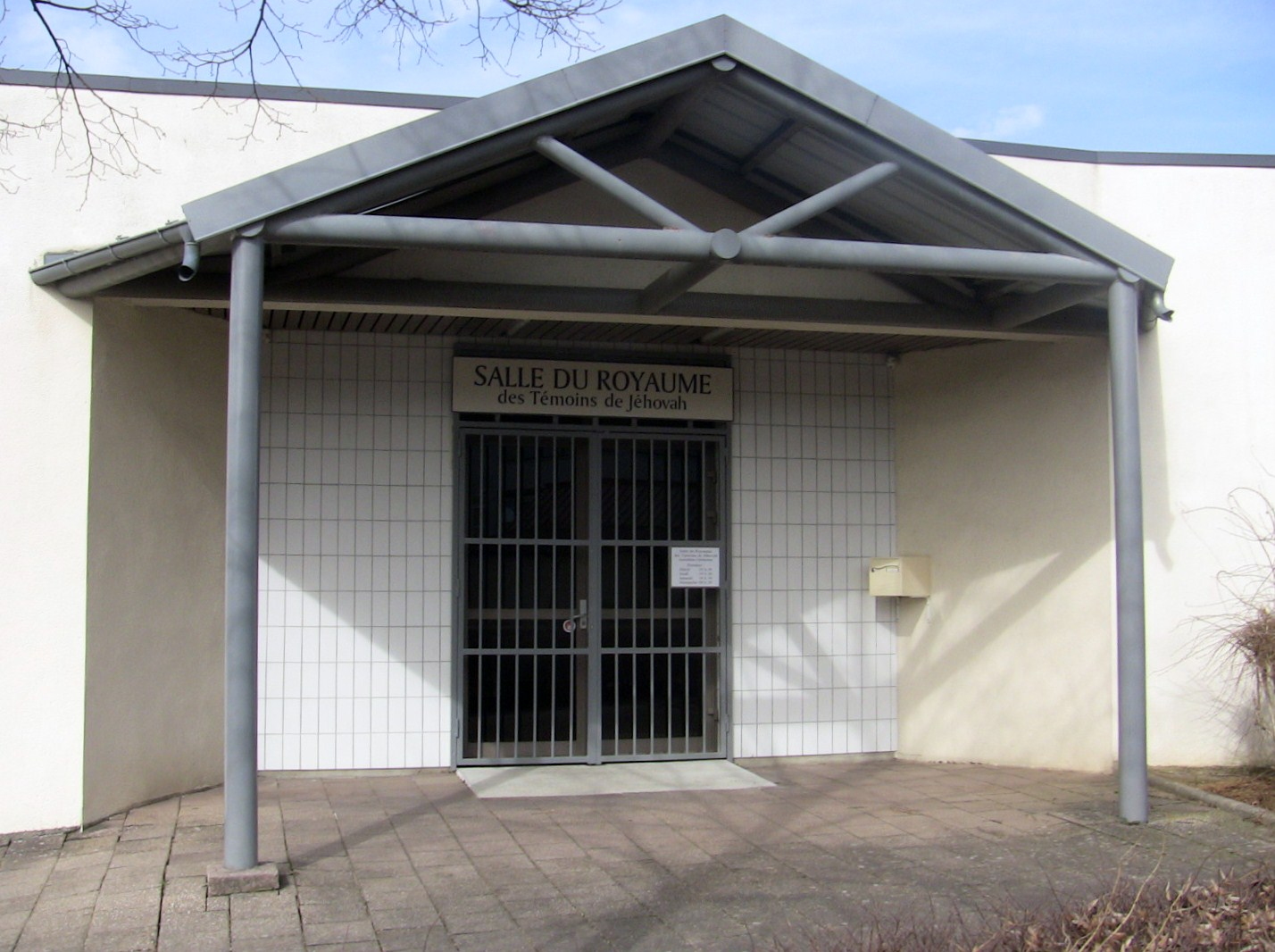
w Besançon Planoise...
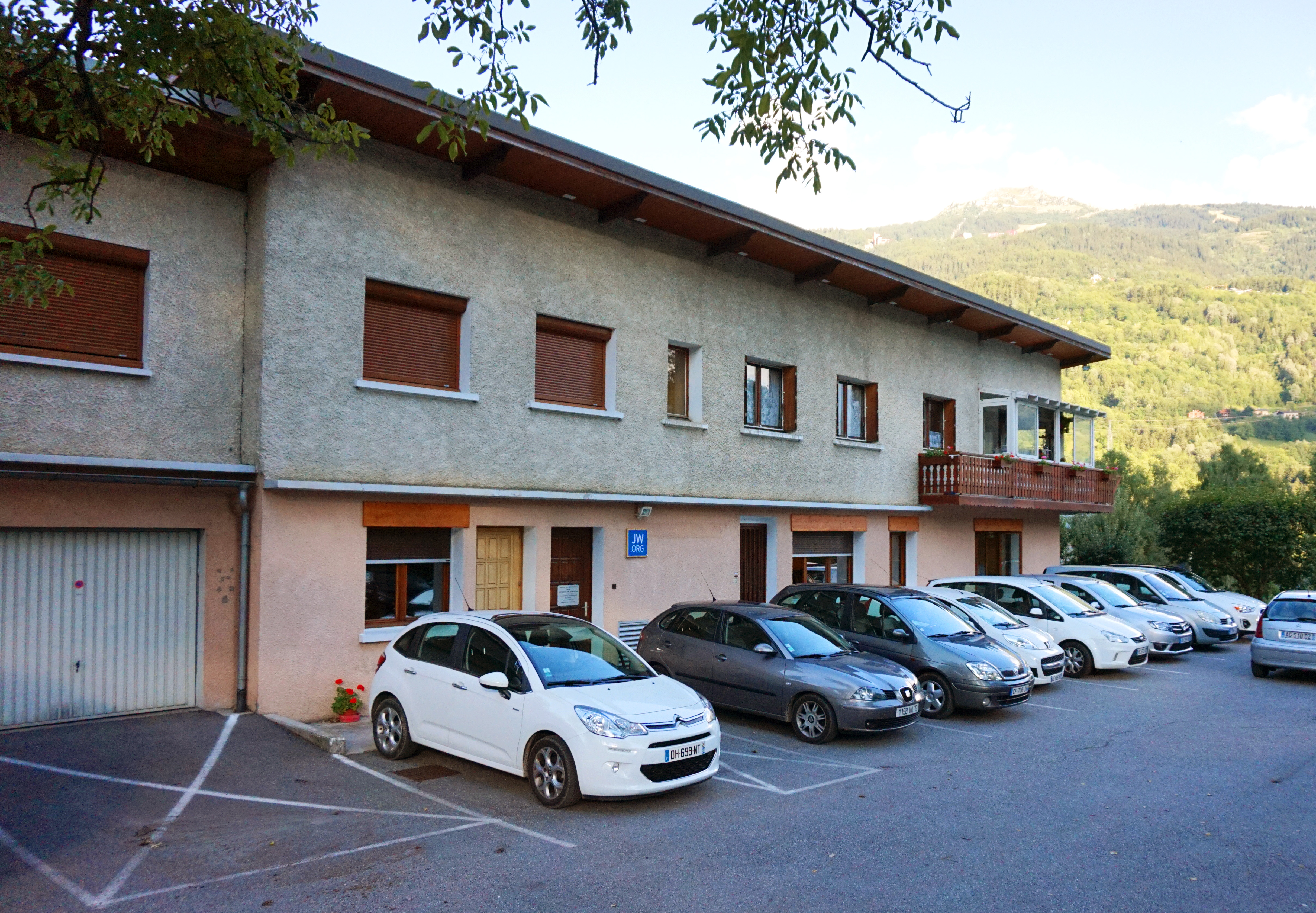
w Bourg-Saint-Maurice...
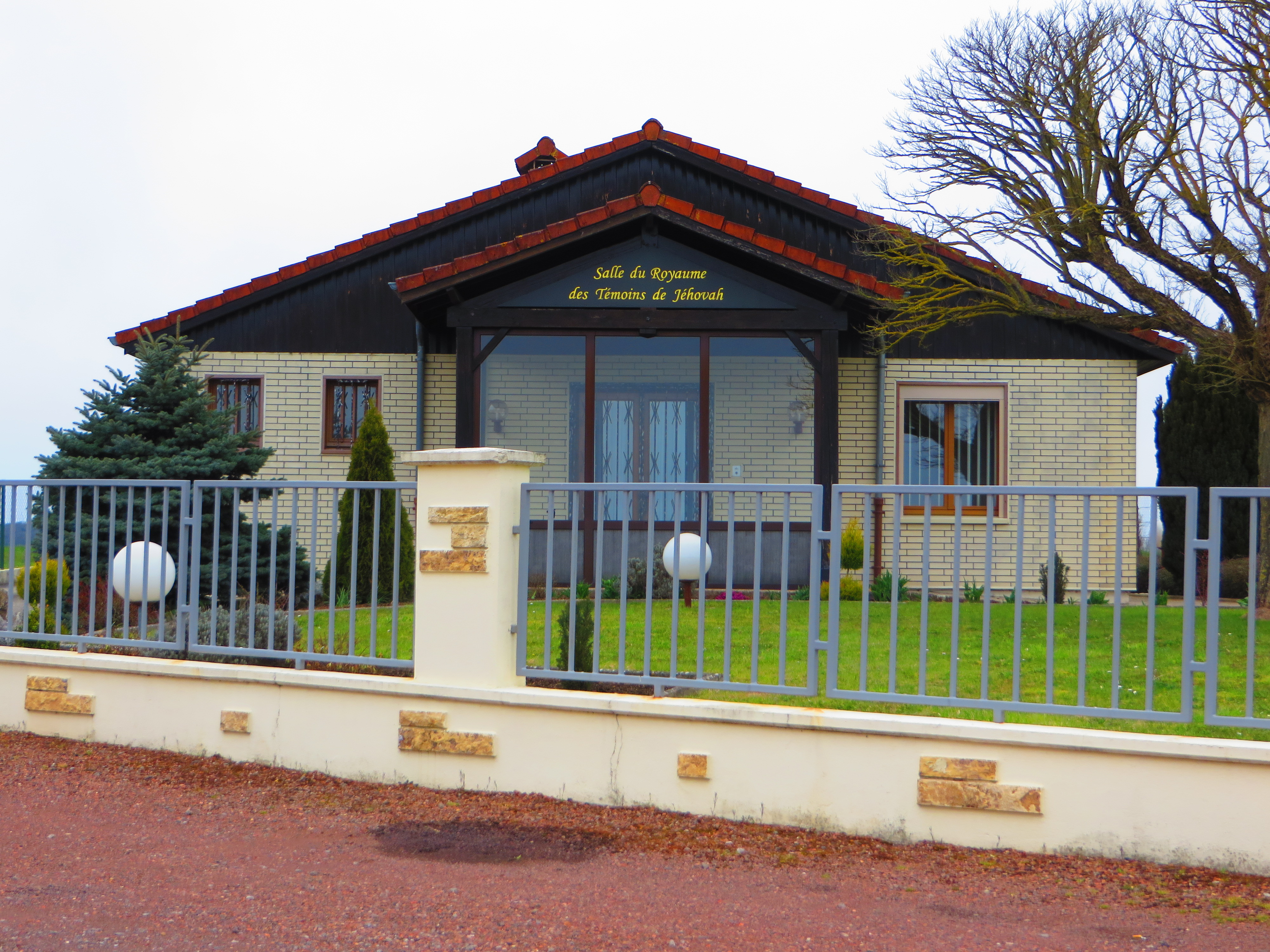
w Rémering-lès-Puttelange...
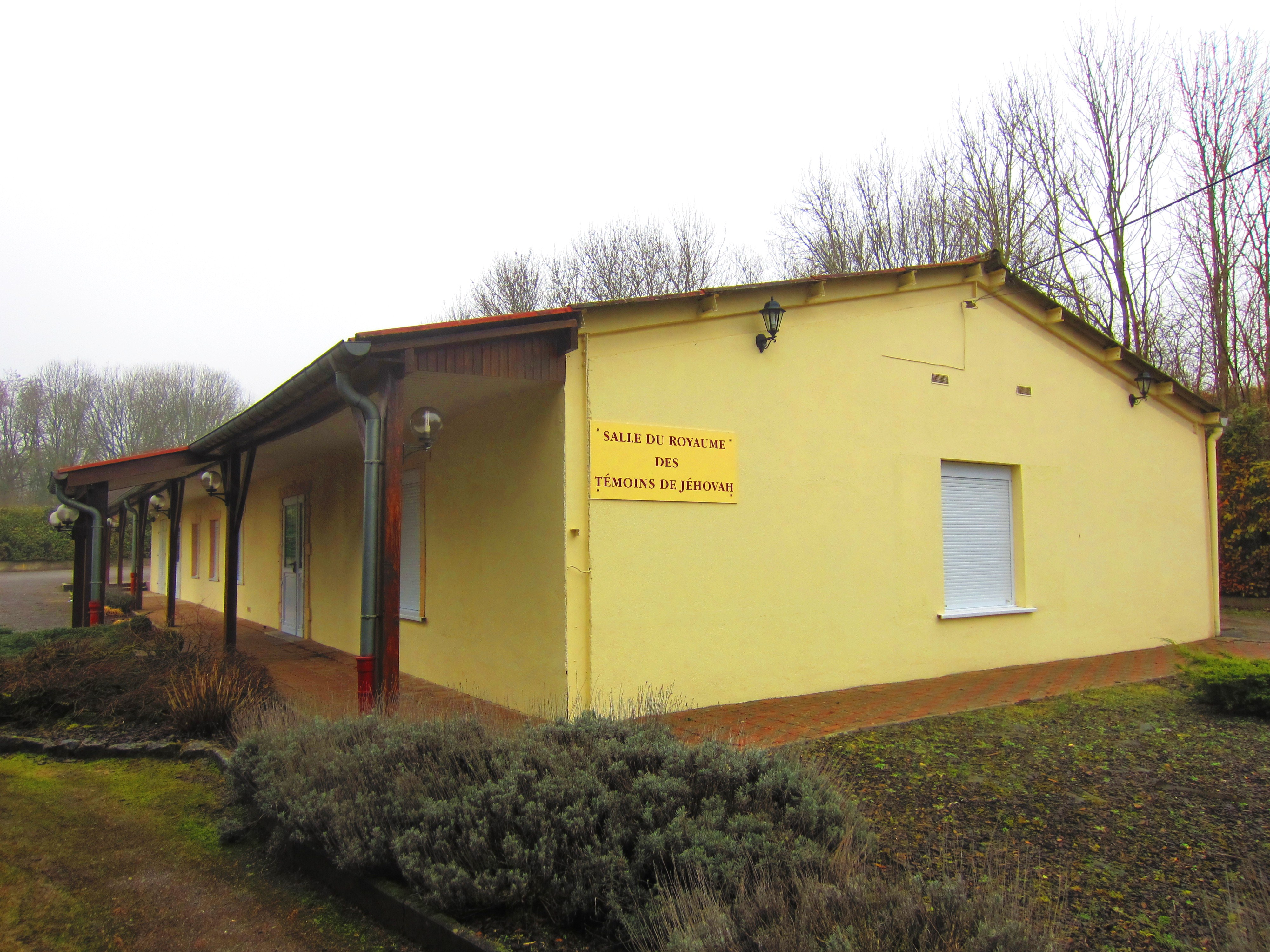
w Landres...
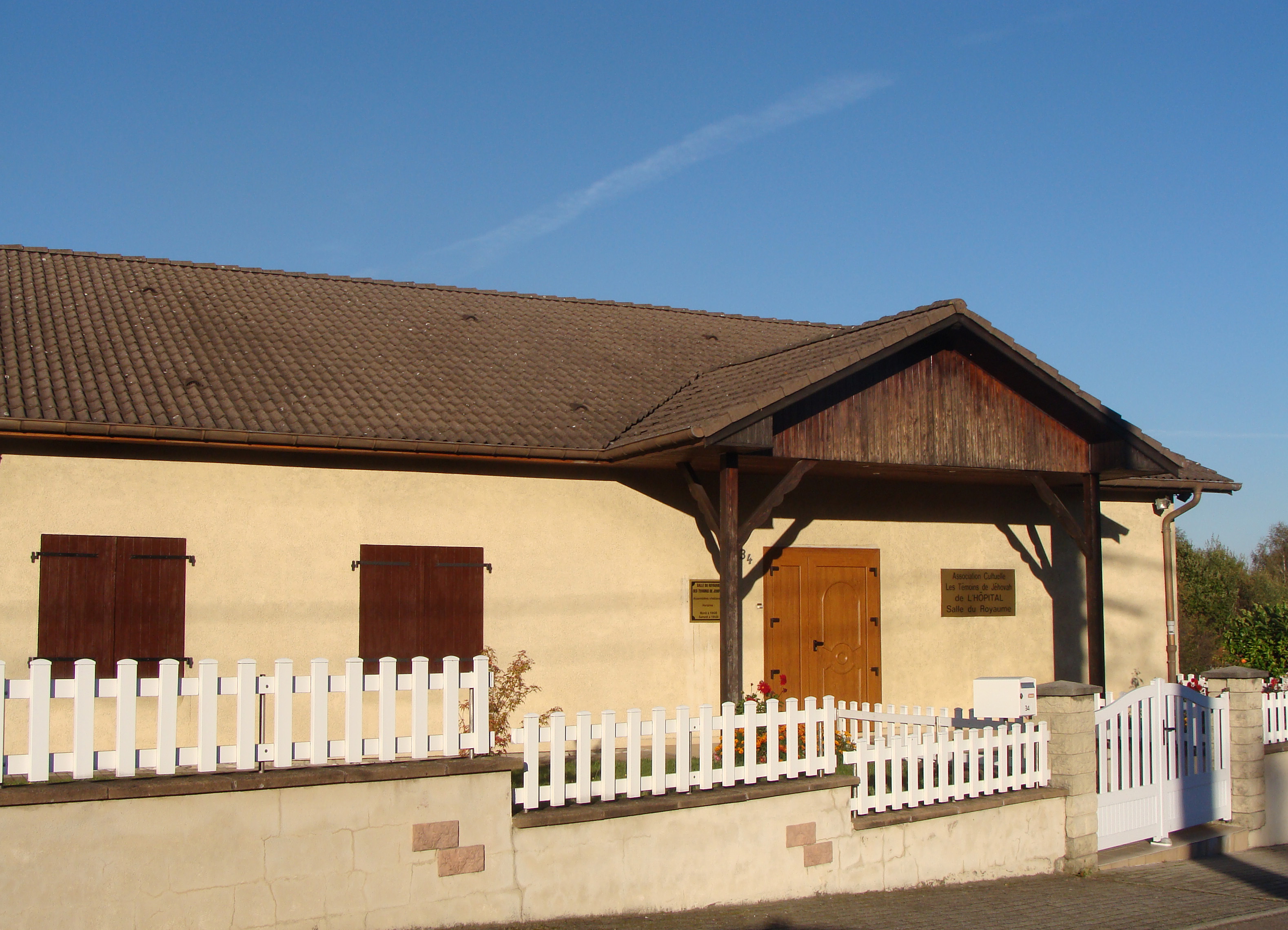
i w L’Hôpital.

#### Lata 90.
Do roku 1992 wysłano do Francji w celu rozpowszechnienia ogółem 2 437 711 egzemplarzy Pisma Świętego w Przekładzie Nowego Świata, w tym samym czasie liczba głosicieli wzrosła o 488% i wynosiła 119 674 w roku 1992. W tym samym roku zorganizowano pomoc humanitarną dla poszkodowanych przez powódź w rejonie Vaison-la-Romaine.
13 stycznia 1993 roku oraz ponownie 23 czerwca 2000 roku francuska Rada Stanu uznała, że lokalne stowarzyszenia Świadków Jehowy posiadają status religijny określony w ustawie z 9 grudnia 1905 roku „O separacji Kościoła i Państwa”. Od maja 1995 roku do kwietnia 1996 roku wystawę „Relacja Świadków” – dotyczącą prześladowań Świadków Jehowy w czasie nazizmu – pokazano w 42 miastach Francji. W roku 1996 głosiciele w specjalnej kampanii rozpowszechnili przeszło 9 milionów egzemplarzy specjalnego traktatu informacyjnego „Co powinieneś wiedzieć o Świadkach Jehowy”. Rok później w innej specjalnej kampanii podczas Światowych Dni Młodzieży wzięło udział około 2500 głosicieli, którzy wręczyli młodym ludziom z całego świata 18 tysięcy egzemplarzy broszury „Księga dla wszystkich ludzi”.
15 i 16 listopada 1997 roku oddano do użytku nowe obiekty Biura Oddziału w Louviers. Na uroczystości obecnych było 1187 osób, w tym 329 delegatów z 42 Biur Oddziałów oraz William Lloyd Barry i Daniel Sydlik z Ciała Kierowniczego. Z tej okazji 95 888 osób wysłuchało specjalnego programu w centrum wystawowym w Villepinte. Było to największe zgromadzenie w dziejach Świadków Jehowy we Francji. W tym samym roku wydano we Francji broszurę „Z misją w Afryce” i rozpowszechniono ją urzędnikom państwowym i przedstawicielom środków masowego przekazu, by zapoznali się z przykładami pomocy humanitarnej udzielonej przez Świadków Jehowy poszkodowanym w latach 1991, 1997 i 1998 w Demokratycznej Republice Konga. Podobną pomoc zorganizowano dla uchodźców z Rwandy w 1994 roku, a w późniejszych latach dla uchodźców w Tanzanii (2001–2002) oraz ofiar wichur w 1999 roku.
28 lutego 1998 roku Świadkowie Jehowy we Francji zorganizowali publiczne prezentacje filmu „Niezłomni w obliczu prześladowań – Świadkowie Jehowy a hitleryzm”.
W styczniu 1999 roku rząd francuski nałożył 60% podatek na wszystkie otrzymywane przez nich datki dobrowolne z działaniem wstecz, choć nie postąpił tak z żadną inną religią. W odpowiedzi głosiciele rozpoczęli 29 stycznia tego samego roku trzydniową kampanię, w ramach której rozpowszechnili 12 milionów egzemplarzy traktatu „Francuzi, jesteście oszukiwani!”.

#### 2000–2009
W piątek 3 listopada 2000 roku Świadkowie Jehowy rozpowszechnili 12 milionów egzemplarzy specjalnego traktatu pt.: „Na co się zanosi we Francji? Czyżby schyłek wolności?”. 23 czerwca tego samego roku Rada Stanu (Conseil d’État), najwyższy sąd administracyjny Francji, wydała przełomowe orzeczenie. Potwierdziło ono słuszność wyroków 31 sądów niższych instancji, które zapadły w większości spośród przeszło 1100 spraw. Uznało, że praktyki religijne Świadków Jehowy są całkowicie zgodne z francuskim prawem, i że ich Salom Królestwa przysługuje zwolnienie od podatku, przyznane innym religiom. Na przekór temu orzeczeniu Ministerstwo Finansów w dalszym ciągu odmawiało Świadkom Jehowy ulgi podatkowej, która należy się organizacjom religijnym.

#### Od 2001 roku

##### Kongresy

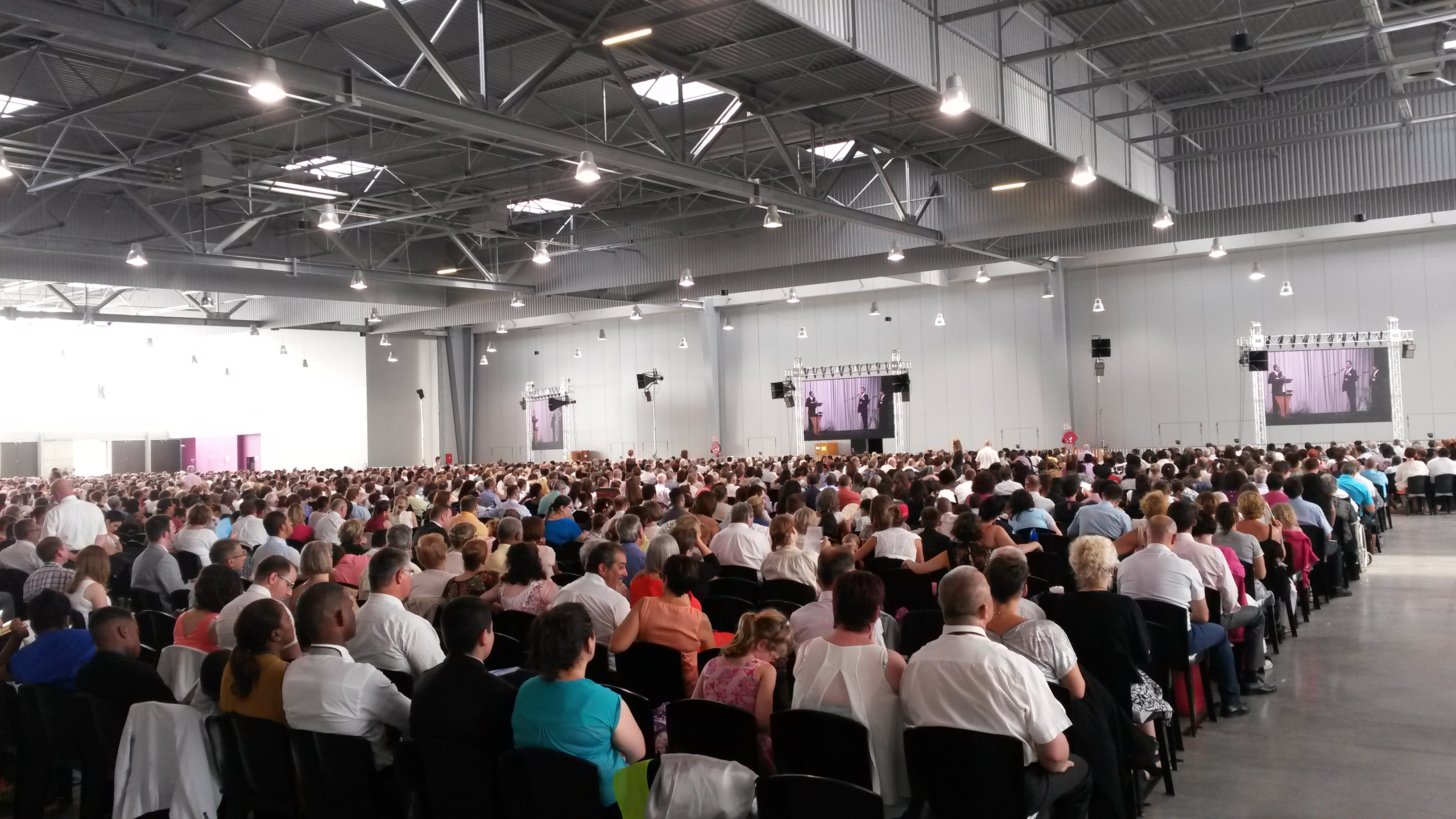
Kongres regionalny pod hasłem „Lojalnie trwajmy przy Jehowie!” (Châlons-en-Champagne, 2016)

W sierpniu 2001 roku zorganizowano specjalne kongresy międzynarodowe pod hasłem „Nauczyciele słowa Bożego” w Paryżu, Lyonie i Bordeaux, a łączna liczba obecnych wyniosła 160 045. W roku 2009 odbył się kongres międzynarodowy pod hasłem „Czuwajcie!” (Paryż, około 60 tysięcy obecnych, w tym około czterotysięczna delegacja z Polski; Béziers; Bordeaux; Clermont-Ferrand; Douai; Lyon; Marsylia; Metz; Nantes; Nicea).
W lipcu 2015 roku delegacja Świadków Jehowy z Francji brała udział w kongresie specjalnym pod hasłem „Naśladujmy Jezusa!” w Gandawie w Belgii. W dniach od 29 do 31 lipca 2016 roku w Paryżu odbył się kongres specjalny pod hasłem „Lojalnie trwajmy przy Jehowie!” z udziałem delegatów z Chorwacji, Francji, Malty, Polski, Stanów Zjednoczonych i Wielkiej Brytanii. Program kongresu był tłumaczony na język angielski, francuski, chorwacki i polski. W lipcu 2017 roku delegacja Świadków Jehowy z Francji uczestniczyła w kongresie specjalnym pod hasłem „Nie poddawaj się!” w Toronto oraz w Mediolanie.
20 lipca 2018 roku na kongresie regionalnym pod hasłem „Bądź odważny!” w Paryżu, David Splane, członek Ciała Kierowniczego, ogłosił wydanie zrewidowanej edycji „Pisma Świętego w Przekładzie Nowego Świata” w języku francuskim. Program obejrzało ponad 300 000 osób. W latach 1978–2018 wydrukowano około 11 106 000 egzemplarzy „Pisma Świętego w Przekładzie Nowego Świata” w języku francuskim, którym posługuje się ponad 260 000 głosicieli na świecie. W lipcu 2018 roku delegacja z Francji wzięła udział w kongresach „Bądź odważny!” w Port Moresby w Papui-Nowej Gwinei, a we wrześniu 2018 roku w Maputo w Mozambiku.
Od 2 do 4 sierpnia 2019 roku w Paryżu odbył się kongres międzynarodowy pod hasłem „Miłość nigdy nie zawodzi!” z udziałem 37 809 osób, w tym delegacji zagranicznych z ponad 20 krajów. Ochrzczono 265 osób. Program został przedstawiony w języku angielskim, francuskim, hiszpańskim, niemieckim, rumuńskim i rosyjskim. W kongresie brał udział Anthony Morris, wówczas członek Ciała Kierowniczego Świadków Jehowy. Delegaci z Francji byli obecni na kongresach międzynarodowych pod hasłem „Miłość nigdy nie zawodzi!” w Atlancie, Houston, Phoenix, Saint Louis, Johannesburgu, São Paulo, Seulu i w Warszawie. 16–18 sierpnia 2024 roku w Lyonie zorganizowano kongres specjalny pod hasłem „Głośmy dobrą nowinę!” z udziałem zagranicznych delegacji m.in. z Australii, Austrii, Argentyny, Belgii, Gujanie Francuskiej, Japonii, Kanady, Kenii, Luksemburga, Madagaskaru, Niemiec, Nowej Zelandii, Stanów Zjednoczonych, Szwajcarii i Włoch. W tym samym roku delegacje z Francji brały udział w kongresach specjalnych na Gwadelupie, w Islandii, w Stanach Zjednoczonych i w Szwajcarii. Kongresy regionalne we Francji odbywają się w prawie 30 językach – w tym w języku polskim, a zebrania w ponad 70.

##### Działalność ewangelizacyjna

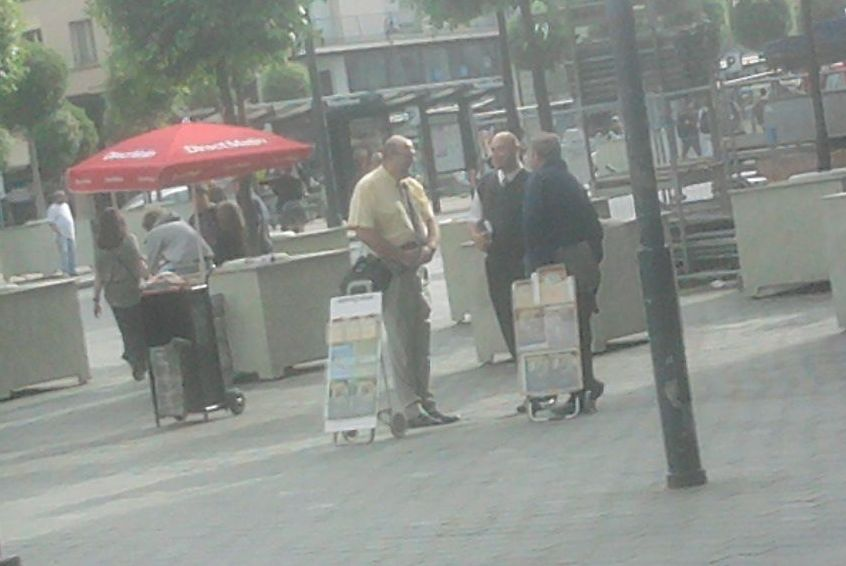
Publiczna działalność kaznodziejska z publikacjami biblijnymi na ulicy w Rennes...

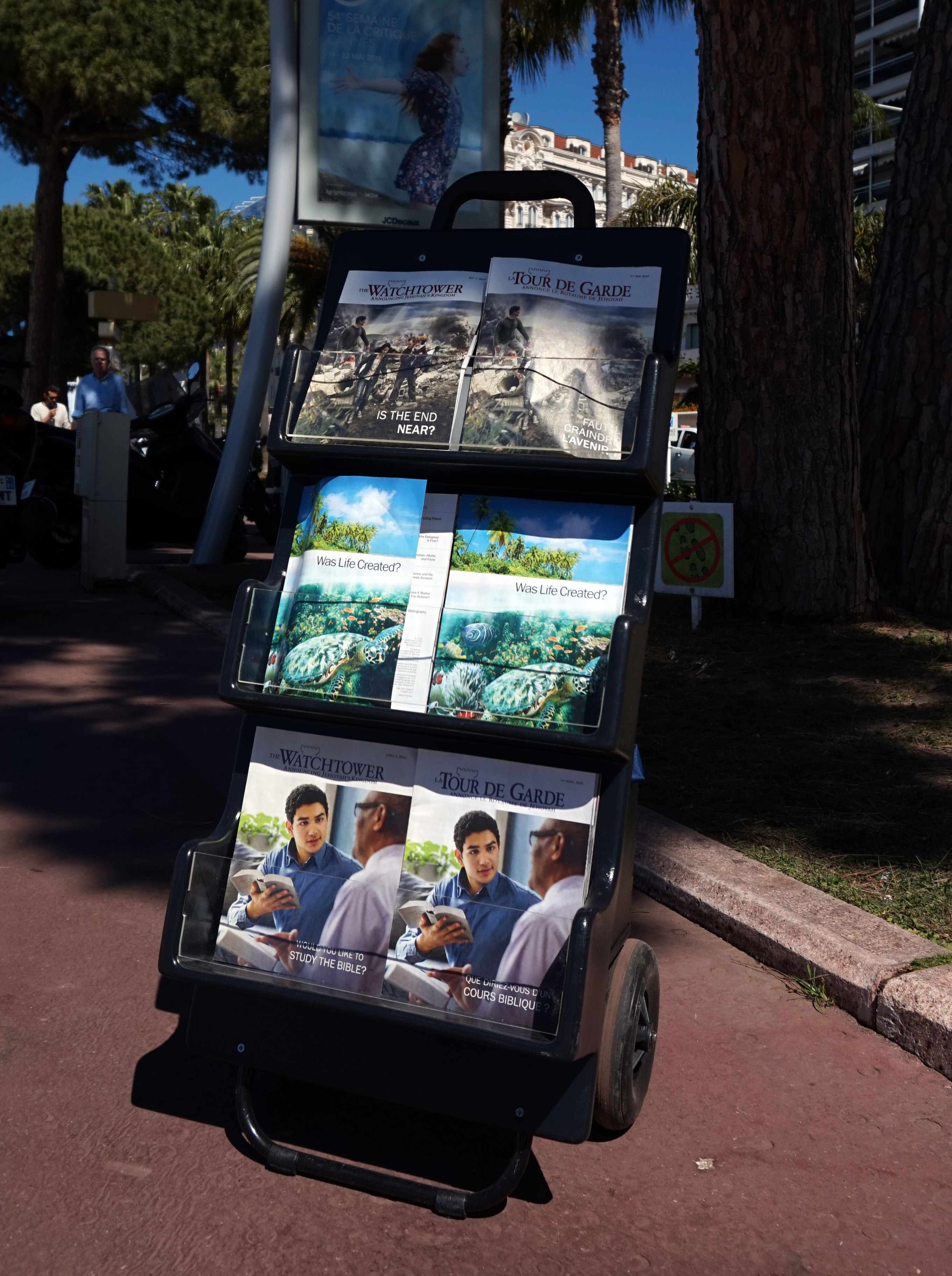
... i w Cannes

W 2001 roku we Francji za zgodą Ciała Kierowniczego rozpoczęto stosować różne metody świadczenia publicznego, w tym za pomocą wózków z literaturą biblijną. W 2010 roku działalność kaznodziejską prowadziło 123 444 głosicieli. W 2012 roku w Paryżu rozpoczęto specjalne świadczenie z wózkami z publikacjami biblijnymi w 27 językach na terenie wielkomiejskim, w którym brało udział 1300 głosicieli w 12 punktach.
W listopadzie 2014 roku rozpoczęła naukę pierwsza klasa Kursu dla Ewangelizatorów Królestwa we Francji. W roku 2014 na Międzynarodowych Targach w Rouen Świadkowie Jehowy prezentowali wystawę „Biblia – wczoraj, dziś i jutro”. W 2015 i 2016 roku w miejscach, gdzie się zaczynały lub kończyły poszczególne etapy Tour de France, Świadkowie Jehowy ustawili przenośne wózki z publikacjami biblijnymi. W samym tylko 2016 roku w tej specjalnej działalności udział wzięło ponad 1400 Świadków Jehowy. W 2015 roku na terenie podległym nadzorowi francuskiego Biura Oddziału działalność prowadziło ponad 2048 zborów i grup obcojęzycznych, posługujących się 77 językami. 2 czerwca 2018 roku oddano do użytku Salę Zgromadzeń w Miluzie, z której korzysta około 30 tysięcy głosicieli z Francji, Niemiec i Szwajcarii. W roku 2019 przekroczono liczbę 131 tysięcy głosicieli, a w 2021 roku – 136 tysięcy.
Publiczna działalność kaznodziejska prowadzona jest również na ulicach, w portach oraz na parkingach.

##### Batalie prawne
9 lipca 2002 roku oraz 5 czerwca 2003 roku krajowe stowarzyszenia Świadków Jehowy we Francji zostały uznane przez prefekta regionu Hauts-de-Seine ze względu na religijny charakter działalności Świadków Jehowy oraz poszanowanie przez nich porządku publicznego.
W roku 2004 odnotowano 70 przypadków zdewastowania Sal Królestwa. W lutym 2005 roku do Europejskiego Trybunału Praw Człowieka złożono skargę przeciwko władzom Francji, dotyczącą niesprawiedliwego i niezgodnego z prawem opodatkowania Stowarzyszenia Świadków Jehowy. Władze francuskie zagroziły, że nałożą na Świadków Jehowy podatek od datków, które ofiarowują oni na rzecz swych zborów. Według pozarządowej organizacji Prawa Człowieka bez Granic jest to „niebezpieczny precedens”, naruszający orzeczenia Europejskiego Trybunału Praw Człowieka, który wielokrotnie przyznawał, że Świadkowie Jehowy to „znana religia”. 1 grudnia 2005 roku Sąd Apelacyjny w Paryżu nakazał francuskiemu ministrowi spraw wewnętrznych udostępnienie Świadkom Jehowy policyjnych dokumentów, na podstawie których wciągnięto ich w roku 1996 na listę sekt. Została ona przygotowana podczas zamkniętych posiedzeń, a treści owych dokumentów nie ujawniano. Sąd uznał, że oceny skutków działalności Świadków Jehowy, o której wspominają te dokumenty, miały błahy charakter i nie mogą być brane pod uwagę. Mimo to wspomnianej listy kilkakrotnie używano do uzasadnienia dyskryminacji tego wyznania we Francji. W lipcu 2007 roku były członek francuskiego Zgromadzenia Narodowego został skazany przez Sąd Apelacyjny w Rouen za publiczne zniesławienie Świadków Jehowy. 28 marca 2007 roku Sąd Administracyjny w Paryżu postanowił, że nie jest konieczne płacenie podatków przez członków Biura Oddziału (Betel), ponieważ nie są opłacanymi pracownikami, lecz wolontariuszami. 21 września 2010 roku Europejski Trybunał Praw Człowieka uznał za dopuszczalną – na podstawie artykułu 9 Europejskiej konwencji praw człowieka, skargę Stowarzyszenia Świadków Jehowy w sprawie naruszenia wolności religii. 30 czerwca 2011 roku Trybunał ten orzekł, że rząd Francji naruszył prawa Świadków Jehowy, kiedy starał się narzucić z mocą wsteczną 60% podatek od wszystkich darowizn przekazanych przez Świadków Jehowy we Francji w latach 1993 i 1996. Sąd uznał również, że złamano wolność religijną.
11 listopada 2011 roku Świadkowie Jehowy zostali poinformowani, że władze kraju postanowiły nie odwoływać się do ETPC z prośbą o rewizję wydanej precedensowej decyzji przeciwko Francji na korzyść Świadków Jehowy. W związku z tym orzeczenie to stało się ostateczne i weszło w życie. 5 lipca 2012 roku Europejski Trybunał Praw Człowieka orzekł, że rząd Francji musi zapłacić ponad 4,5 miliona euro w celu pełnego zadośćuczynienia Świadkom Jehowy za naruszenie ich wolności religijnej poprzez nielegalne opodatkowanie. 11 grudnia 2012 roku rząd Francji zwrócił Świadkom Jehowy ponad 6 373 987 euro.
16 października 2013 roku Najwyższy Sąd Administracyjny Francji wydał decyzję, która umożliwia Świadkom Jehowy we Francji ponowny dostęp do zakładów penitencjarnych, by oferować wsparcie duchowe więźniom, którzy poproszą o wizytę Świadków Jehowy. Decyzja ta kończy okres trwający od 1995 roku, w którym po kontrowersyjnej decyzji komisji parlamentarnej zaliczającej Świadków Jehowy do tak zwanych niebezpiecznych sekt, uniemożliwiano Świadkom Jehowy dostęp do zakładów karnych we Francji. W celu uzyskania takich samych praw, z jakich korzystają przedstawiciele innych religii, Świadkowie Jehowy w 2003 roku rozpoczęli ubieganie się o zezwolenia wydawane duchownym przez francuską administrację więziennictwa, jednak prośby te były oddalane, a Ministerstwo Sprawiedliwości twierdziło, że Świadkowie Jehowy nie znaleźli się na liście wyznań uprawnionych do odwiedzania więźniów. Każdy Sąd Administracyjny oraz Sąd Apelacyjny, który zajmował się tą sprawą, stwierdzał, że odmowa rządu przyznawania zezwoleń Świadkom Jehowy była niezgodna z prawem.
Rząd Francji ignorował decyzje kolejnych sądów, a w końcu odwołał się do Rady Stanu, która stanowi najwyższy sąd administracyjny Francji. 16 października Rada Stanu oddaliła apelację złożoną przez rząd francuski. W rezultacie wydano 105 zezwoleń umożliwiających kaznodziejom Świadków Jehowy dostęp do więźniów proszących o wizytę o charakterze religijnym Świadków Jehowy na terenie Francji i jej terytoriów zamorskich. W styczniu 2014 roku wyznaczono Jean-Marca Fourcaulta, jako przedstawiciela Świadków Jehowy, który ma dostęp do wszystkich więzień we Francji oraz jest upoważniony do działań jako przedstawiciel Świadków Jehowy przed administracją zakładów karnych. Świadkowie Jehowy prowadzili również batalie prawne w sprawach dotyczących odmowy wydania zezwoleń budowlanych oraz o wynajem obiektów miejskich na cele religijne.

##### Inne wydarzenia
W 2001 roku zorganizowano pomoc humanitarną dla poszkodowanych przez eksplozję w Tuluzie.
19 lutego 2022 roku Didier Koehler, członek miejscowego Komitetu Oddziału, ogłosił w przemówieniu wydanie w formacie cyfrowym Biblii — Ewangelii według Mateusza we francuskim języku migowym. W związku z pandemią COVID-19 zorganizowano specjalne zebrania w trybie wideokonferencji, z którego skorzystało około 1500 osób. Językiem tym posługuje się ponad 729 głosicieli działających w 11 zborach i 39 grupach (we Francji, na Gwadelupie, na Martynice, w Nowej Kaledonii i w Polinezji Francuskiej).
15 grudnia 2023 roku w Chambéry za wysiłki mające na celu zachowanie pamięci o okrucieństwach nazistowskiej dyktatury oraz o ludziach, którzy sprzeciwiali się propagowanej przez nią ideologii nienawiści i przemocy, Orderem Zasługi Republiki Federalnej Niemiec została nagrodzona Simone Arnold Liebster.

##### Biuro Oddziału
Francuskie Biuro Oddziału nadzoruje działalność Świadków Jehowy w 13 krajach, prowadzoną w 77 językach, tłumaczy publikacje na 24 języki: we Francji, we francuskich departamentach i terytoriach zamorskich (na Gwadelupie, Martynice, w Gujanie Francuskiej, na Reunion, Majotcie oraz na Saint-Pierre i Miquelon), w Monako, na Mauritiusie (w tym na Rodrigues), Seszelach oraz kilku krajach, w których działalność podlega prawnym ograniczeniom głównie w Afryce Północnej: Algierii, Maroku, Saharze Zachodniej, Tunezji oraz na Komorach. Nadzoruje też tłumaczenie literatury biblijnej na 20 języków. W 2018 roku zakończono rozbudowę francuskiego Biura Oddziału.
25 lipca 2019 roku w Biurze Oddziału otwarta została nowa wystawa biblijna pt. „Imię Boże i Biblia w języku francuskim”, na której prezentowane są liczne unikatowe francuskie przekłady Biblii.

## Zbory polskojęzyczne we Francji
Działalność w języku polskim we Francji rozpoczęto w roku 1923. Po I wojnie światowej członkami wyznania zostawało wielu Polaków, pracujących jako górnicy w kopalniach węgla. Wkrótce przewyższali liczebnie głosicieli francuskich. W październiku tego roku przybył do Francji Badacz Pisma Świętego Józef Krett. Wygłaszał przemówienia – nawet po trzy dziennie – w Bruay, Sallaumines i w ich okolicach. Wiosną 1924 roku w Bruay-en-Artois zorganizowano pierwszą polskojęzyczną konwencję we Francji, na której przyjęło chrzest 95 osób. Przemówienia wygłosił Józef Krett i Wacław Wnorowski. Miesiąc później, 15 maja w tej samej miejscowości Joseph F. Rutherford przemawiał do około 2000 osób, wśród których było wielu Polaków. Wystosował do obecnych apel o gorliwy udział w głoszeniu i pomoc dla Francuzów. Pod koniec grudnia 1924 roku, w czasie podróży ze Stanów Zjednoczonych do Polski, serię wykładów wygłosił Wacław Wnorowski.

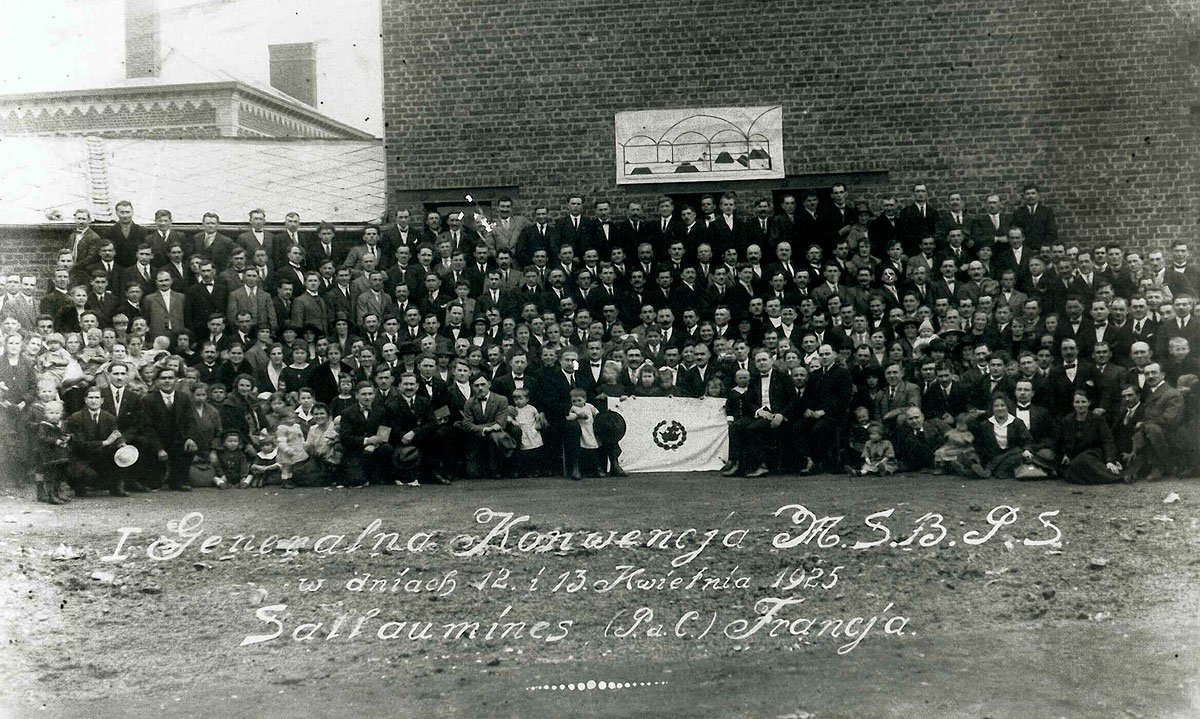
Konwencja Badaczy Pisma Świętego w Sallaumines we Francji, kwiecień 1925

12 i 13 kwietnia 1925 roku konwencja odbyła się w Sallaumines, a potem w Lans. W 1926 roku na zgromadzeniu krajowym w Sin-le-Noble 1000 osób skorzystało z programu zgromadzenia w języku polskim. W roku 1927 uroczystość Pamiątki śmierci Jezusa obchodzona była w polskojęzycznych zborach m.in. w Écaillon, Barlin, Fouquières-lès-Lens, Lens, Sallaumines, La Vicogne, Villiers, Vieux-Condé, Calonne-Ricouart, Escaudain, Harnes, Bruay-la-Buissière, Dourges i Wasquehal. W roku 1928 przyjęło chrzest we Francji 332 Polaków.
W latach 30. XX wieku zbory polskojęzyczne odwiedzał polski współwyznawca – Ludwik Kuźma oraz Majewski (ze Stanów Zjednoczonych). Wyświetlano również „Fotodramę stworzenia”. Polskojęzyczni głosiciele z Lille pomagali w działalności na terenie Belgii. Na kongresie w 1931 roku w Paryżu J.F. Rutherford poprosił wszystkich obecnych Polaków, by usiedli na przednich miejscach. Przemawiał do nich na temat gorliwości i odwagi, pochwalił, że w obcym kraju są tak dzielni i rozpowszechniają prawdę. W roku 1935 władze zarządziły deportację, wskutek czego 280 osób z grona polskojęzycznych głosicieli wróciło do Polski. Przed II wojną światową na 84 zbory Świadków Jehowy we Francji 32 były polskojęzyczne.
W 1947 roku duża grupa Świadków Jehowy na zaproszenie polskich władz skierowane do Polaków mieszkających we Francji wróciła do Polski. Mimo ich wyjazdu gdy w 1948 roku francuskie Biuro Oddziału zamianowało pierwszych pięciu nadzorców obwodów we Francji znalazło się wśród nich czterech Polaków. Kongres w języku polskim odbył się 7, 8 października 1949 roku w Lille. Przemówienia wygłosili R. Tomaszewski, F. Baczinski, J. Iwanski, J. Wesołek, T. Młynarski i I. Baum. W kolejnych latach były tłumaczone na język polski, dzięki czemu np. z programu przedstawionego podczas kongresu międzynarodowego pod hasłem „Pokój na ziemi” w roku 1969 w Colombes skorzystało 300 osób.
Duże skupisko polskojęzycznych głosicieli znajduje się w stolicy Francji. Kongres regionalny w języku polskim odbywał się w latach 2011–2013 w Creil w tamtejszej Sali Zgromadzeń, w latach 2014–2015 w Sali Zgromadzeń w Roncq, w roku 2016 odbył się w Villepinte, w roku 2024 w Sali Zgromadzeń w Miluzie, w roku 2025 odbędzie się w Sali Zgromadzeń w Roncq. Zgromadzenia obwodowe odbywają się w Sali Zgromadzeń w Roncq. Dwa zbory polskojęzyczne: Paryż Polski Wschód oraz Zachód (do roku 2021 działały grupy w Albertville, Cannes i Lyonie, a do 2024 roku w Nicei), które zostały przydzielone do obwodu polskojęzycznego: EU Polish 1B.

## Świadkowie Jehowy w Monako
Świadkowie Jehowy w Monako – działalność Świadków Jehowy w Monako jest wliczana do sprawozdania Świadków Jehowy we Francji.
- Historia. Działalność w Monako zapoczątkowano w latach 20. XX wieku, a w latach 70. XX wieku działało tam około 10 głosicieli, należących do sąsiedniego francuskiego zboru Beausoleil, który prowadził działalność kaznodziejską na terenie Księstwa[79]. 22 grudnia 2015 roku, zgodnie z ustawą nr 1.355 z dnia 23 grudnia 2008 roku, złożono oświadczenie w sprawie utworzenia Stowarzyszenia Religijnego Świadków Jehowy w Monako (AMCTJ). W czerwcu 2017 roku Sąd Najwyższy Monako uchylił decyzję ministra stanu z 8 stycznia 2016 roku odmawiającą tej rejestracji[80]. 9 grudnia 2021 roku ETPC wydał decyzję akceptującą ugodę, w której rząd Monako przychylił się do prośby o prawną rejestracje Świadków Jehowy. 19 listopada 2022 roku Świadkowie Jehowy oficjalnie uzyskali prawną rejestrację w Monako[81].

## Świadkowie Jehowy we francuskich terytoriach i departamentach zamorskich

### Świadkowie Jehowy w Gujanie Francuskiej
Świadkowie Jehowy w Gujanie Francuskie – społeczność wyznaniowa w Gujanie Francuskiej, należąca do ogólnoświatowej wspólnoty Świadków Jehowy, licząca w 2023 roku 2937 głosicieli (ok. 1% mieszkańców), należących do 46 zborów. W 2023 roku na dorocznej uroczystości Wieczerzy Pańskiej zebrało się 10 469 osób (ok. 3% mieszkańców). Działalność koordynuje francuskie Biuro Oddziału.

#### Historia
W grudniu 1945 roku głosiciel z Gwadelupy, Olga Laaland, rozpoczął tu działalność kaznodziejską. W roku 1956 z Surinamu przybył Wim van Seijl, który rozpoczął wyświetlanie filmu Społeczeństwo Nowego Świata w działaniu. Dwa lata później w stolicy powstała grupa głosicieli, przybyli również pionierzy z zagranicy i misjonarze, absolwenci Szkoły Gilead. W 1960 roku zorganizowano pierwszy kongres, pod hasłem „Lud zabiegający o pokój”. W roku 1969 zanotowano 100 głosicieli. W 1990 roku otwarto Biuro Oddziału w Montjoly. W 1992 roku biuro to przeniesiono do Matoury. W roku 1993 w kraju działało tysiąc głosicieli. W tym samym roku powstała Sala Zgromadzeń w Matoury i kilka kolejnych Sal Królestwa w różnych miejscowościach. W 1997 roku nastąpiła rozbudowa Biura Oddziału. W 2012 roku nadzór nad działalnością miejscowych głosicieli przejęło francuskie Biuro Oddziału. W 2019 roku delegacje z Gujany Francuskiej wzięły udział w kongresach międzynarodowych pod hasłem „Miłość nigdy nie zawodzi!” w Brazylii, Korei Południowej, Polsce, Południowej Afryce i Stanach Zjednoczonych, a w roku 2024 w kongresach specjalnych pod hasłem „Głośmy dobrą nowinę!” we Francji i na Gwadelupie.

### Świadkowie Jehowy na Gwadelupie
Świadkowie Jehowy na Gwadelupie – społeczność wyznaniowa na Gwadelupie, należąca do ogólnoświatowej wspólnoty Świadków Jehowy, licząca w 2023 roku 8488 głosicieli (ok. 2% mieszkańców), należących do 118 zborów. W 2023 roku na dorocznej uroczystości Wieczerzy Pańskiej zebrało się 19 549 osób (ok. 4% mieszkańców). Działalność miejscowych głosicieli koordynuje francuskie Biuro Oddziału.

#### Historia
W 1936 roku rozpoczęto tu działalność kaznodziejską – przybył z rodziną współwyznawca z Dominiki. W 1948 roku dotarli pierwsi misjonarze Szkoły Gilead. W 1954 roku otwarto Biuro Oddziału. W 1968 roku liczba głosicieli przekroczyła 1000, a w 1974 roku – 2000. W roku 1978 na Gwadelupie zorganizowano kongres międzynarodowy pod hasłem „Zwycięska wiara” z udziałem 6274 osób, choć działało tam wówczas tylko 2600 Świadków Jehowy. W 1987 roku powstała pierwsza „stała” Sala Zgromadzeń (wcześniej od 1964 używano przenośnej konstrukcji, która po rozłożeniu służyła jako Sala Zgromadzeń). Liczbę 3000 głosicieli osiągnięto w 1982 roku, 6000 w 1989 roku, a 7000 w 1994 roku. W 2012 roku nadzór nad działalnością miejscowych Świadków Jehowy przejęło francuskie Biuro Oddziału. W 2024 roku odbył się kongres specjalny pod hasłem „Głośmy dobrą nowinę!”.

### Świadkowie Jehowy na Majotcie
Świadkowie Jehowy na Majotcie – społeczność wyznaniowa na Majotcie, należąca do ogólnoświatowej wspólnoty Świadków Jehowy, licząca w 2023 roku 144 głosicieli, należących do 3 zborów. W 2023 roku na dorocznej uroczystości Wieczerzy Pańskiej zgromadziło się 366 osób. Działalność miejscowych głosicieli koordynuje francuskie Biuro Oddziału.

#### Historia
Działalność rozpoczęto w 1977 roku. Pięć lat później zanotowano jedynie dwóch głosicieli. W 1983 roku powstał 9-osobowy zbór. W 1988 było 21, a w 1992 roku 33 głosicieli. W roku 1996 przekroczono liczbę 50 głosicieli, a rok później powstał drugi zbór. Liczbę 60 głosicieli przekroczono w 2002 roku. W 2007 roku zanotowano liczbę 97 głosicieli, w roku 2012 – 114, w roku 2014 – 149, a w roku 2015 – 162. W tym samym roku utworzono trzeci zbór, a w roku 2020 czwarty. W 2021 na uroczystości Pamiątki śmierci Jezusa Chrystusa zabrało się 413 osób. Świadkowie Jehowy wydali w języku maore broszurę „Rozkoszuj się życiem wiecznym na ziemi!” (jest to pierwsza i jedyna jak dotąd, co najmniej do 1992 roku publikacja wydrukowana w tym języku). Pod tekstem zapisanym literami alfabetu łacińskiego umieszczono tekst ze znakami pisma arabskiego. W sierpniu 2017 roku delegacja Świadków Jehowy z Majotty uczestniczyła w kongresie specjalnym pod hasłem „Nie poddawaj się!” w Antananarywie na Madagaskarze. Zebrania odbywają się w językach francuskim, bushi, malgaskim oraz maore. Na Majocie znajdują się trzy Sale Królestwa w Mamoudzou, Chiconi oraz Chirongui, a kongresy w językach: francuskim, maore i malgaskim.

### Świadkowie Jehowy na Martynice
Świadkowie Jehowy na Martynice – społeczność wyznaniowa na Martynice, należąca do ogólnoświatowej wspólnoty Świadków Jehowy, licząca w 2023 roku 4882 głosicieli, należących do 57 zborów. W 2023 roku na dorocznej uroczystości Wieczerzy Pańskiej zgromadziło się 10 497 osób. Działalność miejscowych głosicieli koordynuje francuskie Biuro Oddziału.

#### Historia
Działalność rozpoczęto w 1946 roku. Trzy lata później przybyli misjonarze Szkoły Gilead. W roku 1955 zorganizowano pierwszy kongres. W roku 1964 zanotowano liczbę 157 głosicieli, którzy wybudowali pierwszą Salę Królestwa. W 1975 roku przekroczono liczbę 1000 głosicieli. Dwa lata później otwarto Biuro Oddziału. W 1985 roku powstała przenośna Sala Zgromadzeń, a stałą zbudowano w 1992 roku. Pięć lat później przekroczono liczbę 4000 głosicieli. W 2012 roku nadzór nad działalnością miejscowych głosicieli przejęło francuskie Biuro Oddziału. W 2021 roku przekroczono liczbę 5000 głosicieli.

### Świadkowie Jehowy w Nowej Kaledonii
Świadkowie Jehowy w Nowej Kaledonii – społeczność wyznaniowa w Nowej Kaledonii, należąca do ogólnoświatowej wspólnoty Świadków Jehowy, licząca w 2023 roku 2693 głosicieli, należących do 34 zborów. W 2023 roku na dorocznej uroczystości Wieczerzy Pańskiej zgromadziły się 7604 osoby. Działalność miejscowych głosicieli koordynuje Biuro Oddziału w Numei.

#### Historia
W 1931 roku rozpoczęto działalność w Nowej Kaledonii. W roku 1954 przybyli australijscy współwyznawcy – John i Ellen Hublerowie, aby zorganizować działalność. Pierwszy dziewięcioosobowy zbór założono w roku 1956. W następnym roku liczył on już 36 głosicieli. W 1957 roku zorganizowano pierwszy kongres, pod hasłem „Życiodajna mądrość”. W roku 1960 nałożono zakaz na publikacje Świadków Jehowy, który trwał przez trzy lata. W 1966 roku przekroczono liczbę 100 głosicieli. W roku 1975 przybyli pierwsi misjonarze Szkoły Gilead; wybudowano również pierwszą Salę Królestwa. W tym samym roku zanotowano liczbę 315 głosicieli. W 1976 roku otwarto Biuro Oddziału. W dniach od 9 do 13 grudnia odbył się w Numei kongres pod hasłem „Zwycięska wiara”. W roku 1977 otwarto Biuro Oddziału. W 1983 roku zanotowano liczbę pół tysiąca głosicieli. W latach 80. XX wieku władze na Lifou zakazały Świadkom Jehowy zgromadzania się – zdarzały się przypadki pobić za prowadzenie działalności kaznodziejskiej. 15 grudnia 1990 roku otwarto nowe Biuro Oddziału. W 1996 roku otwarto nową Salę Zgromadzeń w Numei, składającą się z trzech Sal Królestwa, z których korzysta sześć zborów. 24 października 1998 roku otwarto nowe Biuro Oddziału i Salę Zgromadzeń. W listopadzie 2016 roku zorganizowano pomoc humanitarną dla poszkodowanych przez powódź. W 2016 roku w Numei ogłoszono wydanie Chrześcijańskich Pism Greckich w Przekładzie Nowego Świata w języku walisjańskim, a 11 listopada 2018 roku w języku drehu. 30 sierpnia 2024 roku podczas kongresu regionalnego pod hasłem „Głośmy dobrą nowinę!” w Numei, Martin Décousus z Komitetu Oddziału w Nowej Kaledonii ogłosił wydanie Pisma Świętego w Przekładzie Nowego Świata w języku walisjańskim, w tym samym roku delegacja z Nowej Kaledonii brała udział w kongresie specjalnym na Fidżi. Miejscowe Biuro Oddziału sprawuje nadzór nad działalnością Świadków Jehowy w Nowej Kaledonii oraz na Wallis i Futuna. Nadzoruje również tłumaczenie literatury biblijnej na język drehu, walisjański i osiem innych miejscowych języków. Kongresy odbywają się w języku francuskim, drehu i walisjańskim, a zebrania w języku francuskim, bislama, drehu, nengone, tahitańskim, walisjańskim, wietnamskim i francuskim migowym.

### Świadkowie Jehowy w Polinezji Francuskiej
Świadkowie Jehowy w Polinezji Francuskiej – społeczność wyznaniowa w Polinezji Francuskiej, należąca do ogólnoświatowej wspólnoty Świadków Jehowy, licząca w 2023 roku 3194 głosicieli (ok. 1,2% mieszkańców), głównie na Tahiti, należących do 45 zborów (w 2016 roku 46 zborów: 44 zbory na Wyspach Towarzystwa, jeden zbór i jedna grupa na oddaleniu na Wyspach Tubuai, jeden zbór i dwie grupy na Markizach oraz kilka grup na Tuamotu i Wyspach Gambiera). W 2023 roku na dorocznej uroczystości Wieczerzy Pańskiej zgromadziło się 10 450 osób. Działalność miejscowych głosicieli nadzoruje Biuro Oddziału w Taravao.

#### Historia
Działalność zapoczątkował na Tahiti w roku 1931 Sydney Shepherd (w ciągu dwóch lat dotarł z dobrą nowiną do licznych wysp Oceanu Spokojnego). Po nim przyjechał Nowozelandczyk Frank Dewar. Rozpowszechnili obaj sporo publikacji biblijnych, choć żaden z nich nie był na Tahiti długo. W 1956 roku przyjechało na wyspę małżeństwo współwyznawców z Algierii – Jeanne i Jean-Marie Félixowie. Wkrótce osiedlili się na wyspie Makatea. W roku 1958 pierwszym polinezyjskim Świadkiem Jehowy został Maui Pii, a wkrótce Germaine Amaru. W roku 1959 w Papeete powstał zbór. W następnych latach przybyli tu współwyznawcy z Fidżi, Francji i ze Stanów Zjednoczonych. W 1962 roku powstała w Papeete pierwsza Sala Królestwa. W latach 60. XX wieku powstały grupy głosicieli chińskojęzycznych, a działalność kaznodziejską rozpoczęto na wielu wyspach i archipelagach, m.in. na Tahaa, Raiatea, Rurutu, Tubuai, Bora-Bora, Maupiti, Huahine. W roku 1969 odbył się pierwszy kongres międzynarodowy, pod hasłem „Pokój na ziemi” na Tahiti. Na wyspach Polinezji Francuskiej było 124 głosicieli, a na kongres przybyło 210 delegatów z 16 krajów, w tym Frederick W. Franz. Liczba zgromadzonych wyniosła 610 osób. W roku 1975 Tahiti odwiedzili Nathan Knorr i Frederick W. Franz, którzy wygłosili przemówienia do przeszło 700 zgromadzonych. Urządzono ponadto pokaz przezroczy dla około 500 osób. 1 kwietnia tego samego roku otwarto Biuro Oddziału. W latach 70. XX wieku regularną działalnością objęto Tuamotu, Wyspy Gambiera i Markizy, Hiva Oa, Nuku Hiva, Fatu Hiva i Ua Pou. Kolejny kongres międzynarodowy (pod hasłem „Zwycięska wiara”) odbył się na Tahiti w roku 1978, a przybyło nań 985 osób. 11 grudnia 1993 otwarto nowe Biuro Oddziału. Obecnie tłumaczy się i drukuje publikacje religijne i Biblię w j. tahitańskim, tuamotu i w językach markizańskim północnym i południowym. W 2016 roku wydano Chrześcijańskie Pisma Greckie w Przekładzie Nowego Świata (Nowy Testament) w języku tahitańskim, a 30 stycznia 2021 roku całą Biblię w tym przekładzie. Tym językiem posługuje się ponad 1100 głosicieli. W 2024 roku delegacje z Tahiti brały udział w kongresach specjalnych pod hasłem „Głośmy dobrą nowinę!” w Chile i na Fidżi. W Toahotu na Tahiti znajduje się Sala Zgromadzeń, w której do 2020 roku odbywały się kongresy w j. angielskim, francuskim, tahitańskim i francuskim migowym. Zebrania zborowe odbywają się w językach angielskim, chińskim, francuskim, hakka (Indonezja), markizańskim (Nuku Hiva), tahitańskim i francuskim migowym.

### Świadkowie Jehowy na Reunionie
Świadkowie Jehowy na Reunionie – społeczność wyznaniowa na Reunionie, należąca do ogólnoświatowej wspólnoty Świadków Jehowy, licząca w 2023 roku 3571 głosicieli, należących do 41 zborów. W 2023 roku na dorocznej uroczystości Wieczerzy Pańskiej zgromadziło się 6839 osób. Działalność miejscowych głosicieli koordynuje Biuro Oddziału we Francji.

#### Historia
Działalność kaznodziejską na wyspie rozpoczęto we wrześniu 1955 rok. W roku 1967 Świadkowie Jehowy zostali uznani prawnie. W styczniu 1979 roku zorganizowano kongres pod hasłem „Zwycięska wiara”. W roku 1985 liczba głosicieli przekroczyła 1000, a w roku 1992 – 2000 osób. Wkrótce powstały Sale Królestwa, Sala Zgromadzeń, dom misjonarski i Biuro Oddziału. W 2012 roku nadzór nad działalnością miejscowych głosicieli przejęło francuskie Biuro Oddziału.

### Świadkowie Jehowy na Saint-Barthélemy
Świadkowie Jehowy na Saint-Barthélemy – społeczność wyznaniowa na Saint-Barthélemy, należąca do ogólnoświatowej wspólnoty Świadków Jehowy, licząca w 2023 roku 40 głosicieli należących do 1 zboru. W 2023 roku na dorocznej uroczystości Wieczerzy Pańskiej zgromadziło się 87 osób. Działalność miejscowych głosicieli koordynuje francuskie Biuro Oddziału.

#### Historia
Działalność kaznodziejską rozpoczęli misjonarze, którzy przypłynęli tu na łodzi Light w pierwszej połowie lat. 50 XX w. We wrześniu 1975 roku przeprowadziło się tam małżeństwo pionierów specjalnych z Francji – Jean i Françoise Cambou. Głosili na wyspie przez trzy lata i to pomimo ostrego sprzeciwu ze strony kleru. W latach 80. XX wieku przez dwa lata działało tu inne małżeństwo pionierów specjalnych – Pierre i Michèle Cambou. Powstała grupa głosicieli, do których dołączyło 4 pionierów specjalnych. W latach 90. XX wieku powstał 18-osobowy zbór, który posiada Salę Królestwa w miejscowości Carénage. We wrześniu 2017 roku zorganizowano pomoc humanitarną dla poszkodowanych przez huragan Irma. W 2021 roku było 39 głosicieli, a na uroczystości Pamiątki śmierci Jezusa Chrystusa zgromadziło się 111 osób. Zebrania odbywają się też w językach: francuskim, portugalskim i kreolskim haitańskim.

### Świadkowie Jehowy na Saint-Martin
Świadkowie Jehowy na Saint-Martin – społeczność wyznaniowa na Saint-Martin, należąca do ogólnoświatowej wspólnoty Świadków Jehowy, licząca w 2023 roku 303 głosicieli, należących do 5 zborów. W 2023 roku na dorocznej uroczystości Wieczerzy Pańskiej zgromadziły się 952 osoby. Działalność miejscowych głosicieli koordynuje francuskie Biuro Oddziału.

#### Historia
Działalność kaznodziejską rozpoczęto na początku lat 40. XX wieku, kiedy to podczas pobytu na Gwadelupie, Świadkiem Jehowy został Georges Manuel. W roku 1949 po raz pierwszy przybiła do tej wyspy łódź Towarzystwa Strażnica – Sibia, której załoga zaczęła dzielić się z mieszkańcami wiedzą biblijną. Nowymi członkami tego wyznania zostali Georges Dormoy oraz Léonce Boirard, komendant portu. Do roku 1955 na wyspie działało 7 głosicieli. W tym samym roku wyświetlono film „Społeczeństwo Nowego Świata w działaniu”, który obejrzało prawie 1000 osób. Wkrótce powstała grupa głosicieli, która w roku 1973 przekształciła się w zbór. 13 i 14 lutego 1975 roku na boisku piłkarskim w Marigot odbył się pierwszy kongres pod hasłem „Boskie zamierzenie”. W stolicy na początku lat 90. XX wieku wybudowano Salę Królestwa z 250 miejscami dla dwóch zborów francuskojęzycznych oraz zboru kreolskojęzycznego. Druga Sala Królestwa znajduje się w miejscowości Rambaud. We wrześniu 2017 roku zorganizowano pomoc humanitarną dla poszkodowanych przez huragan Irma. W 2021 roku było 294 głosicieli, a na uroczystości Pamiątki śmierci Jezusa Chrystusa zgromadziło się 1080 osób. Zebrania odbywają się też w językach: angielskim, chińskim, francuskim, hiszpańskim i kreolskim haitańskim.

### Świadkowie Jehowy na Saint-Pierre i Miquelon
Świadkowie Jehowy na Saint-Pierre i Miquelon – społeczność wyznaniowa na Saint-Pierre i Miquelon, należąca do ogólnoświatowej wspólnoty Świadków Jehowy, licząca w 2023 roku 18 głosicieli, należących do 1 zboru. Na dorocznej uroczystości Wieczerzy Pańskiej zgromadziło się 19 osób (2023). Działalność miejscowych głosicieli koordynuje francuskie Biuro Oddziału.

#### Historia
Działalność rozpoczęto w 1975 roku. Trzy lata później powstał pięcioosobowy zbór. W 1982 roku osiągnięto liczbę 10, w 1996 roku – 15, a w 2001 roku 20 głosicieli. Zbór posiada własną Salę Królestwa w Saint-Pierre, która została wybudowana przez międzynarodową grupę ochotników Świadków Jehowy w 28 dni.

### Świadkowie Jehowy na Wallis i Futuna
Świadkowie Jehowy na Wallis i Futuna – społeczność wyznaniowa na Wallis i Futuna należąca do ogólnoświatowej wspólnoty Świadków Jehowy licząca w 2023 roku 70 głosicieli, należących do 2 zborów w Malaʻe, w których zebrania zborowe i kongresy przeprowadza się w języku walisjańskim. W 2023 roku na dorocznej uroczystości Wieczerzy Pańskiej zgromadziły się 272 osoby. Działalność miejscowych głosicieli koordynuje Biuro Oddziału w Numei w Nowej Kaledonii.

#### Historia
Działalność kaznodziejską rozpoczęto w 1918 roku. Jednak regularną działalnością objęto wyspy w 1982 roku, kiedy to zanotowano liczbę trzech głosicieli. W 1993 roku powstał ośmioosobowy zbór. Rok później osiągnięto liczbę 20, w 2000 roku – 54, a w 2001 roku – 74 głosicieli. Najwyższą liczbę głosicieli zanotowano w 2005 roku – 94. W 2016 roku wydano Chrześcijańskie Pisma Greckie w Przekładzie Nowego Świata (Nowy Testament) w języku walisjańskim. W 2023 roku powstał drugi zbór. W sierpniu 2024 roku wydano Pismo Święte w Przekładzie Nowego Świata w języku walisjańskim.